# Вентифакт
Вентифакти, геоморфолошки, су стене које су биле изложене абразији, издубљене, или полиране песком нанесеним ветром. Овакве геоморфолошке појаве се обично могу видети у аридним окружењима са веома мало вегетације те не утиче на еолски транспорт песка и одломака, а где су чести јаки ветрови, и где постоји константна количина песка који не преовладава у околини. Овај појам не треба везивати за петрологију, већ је у питању термин којим се описује облик, форма, стене а не и њен петролошки састав.
Вентифакти могу бити абрадовани тако да делују као природне скулптуре. Обично имају једну или више веома углачаних страна као последица удара зрна песка (удувавање) који су покренути ветром. Фацете су обично оријентисане и показују смер удувавања, односно доминантни смер ветра.